# يوهان هاينريش فردريش لينك
يوهان هاينريش فردريش لينك (1767-1851) (بالإنجليزية: Johann Heinrich Friedrich Link)‏ هو عالم نبات ألماني.
من النباتات التي وصفها:
- أرجمون مفلطح القرون
- برساء هندية مزيفة
- شاورية كاليكية الأوبار
- شث خيطي الشكل
- مرقئة ثؤلولية
- منقارية فستوكية
- زقين